# Verkehrsrowdy
Der Ausdruck Verkehrsrowdy ist eine umgangssprachliche Bezeichnung für einen Menschen, der sich in grober Weise über Verkehrsregeln hinwegsetzt und dabei die Verpflichtung zu Rücksichtnahme und Fairness im Verkehrsumgang vermissen lässt.

## Begriff
Das Kompositum Verkehrsrowdy ist eine Wortverbindung zwischen dem deutschen Wort „Verkehr“ und dem englischen Ausdruck rowdy (= „Rabauke“, „Rüpel“). Der Duden definiert den Verkehrsrowdy als „jemand, der die Verkehrsvorschriften grob und rücksichtslos verletzt“. Als Typusbezeichnung charakterisiert der Begriff trotz des maskulinen Artikels und statistisch überwiegend männlicher Vertreter eine Person mit einem bestimmten, allgemein abgelehnten menschlichen Verhalten im Verkehr, das für beide Geschlechter zutreffen kann. Bei weiblichen Verkehrsrowdys wird sprachlich bisweilen das geschlechtskennzeichnende Adjektiv „weiblich“ vorangestellt oder in den Vergleich ausgewichen: „Sie verhält sich wie ein Verkehrsrowdy.“ Im juristischen Sprachgebrauch taucht das Wort bereits in einem Urteil des Oberlandesgerichts (OLG) Köln vom 23. März 1954 auf, das „Fälle gröbsten Rowdytums im Straßenverkehr“ der Stadt Köln zu entscheiden hatte. Dasselbe Gericht etablierte in einem Urteil des Jahres 2010 darüber hinaus sogar die Variante eines Verkehrsrowdys auf einer Wasserstraße und verwendete dafür den speziellen Ausdruck eines „Wasserrowdys“ für einen rüpelhaften Raser, der mit seinem Schnellboot auf der Schifffahrtsstraße Rhein einen Verkehrsunfall verursacht hatte.

## Charakteristik
Der Verkehrsrowdy handelt gegen ethische und gesetzliche Normen, die zum Schutz der Verkehrsteilnehmer Geltung beanspruchen. Sein Verhalten gilt als flegelhaft, gewalttätig und rücksichtslos. Mit ihrem grob regelwidrigen Verhalten stellt sich die so handelnde Person außerhalb der verpflichtenden allgemeinen Umgangsformen in den Verkehrsräumen und gefährdet andere Menschen und sich selbst. Das Verhalten wird entsprechend als asozial eingestuft und gesellschaftlich geächtet und sanktioniert.

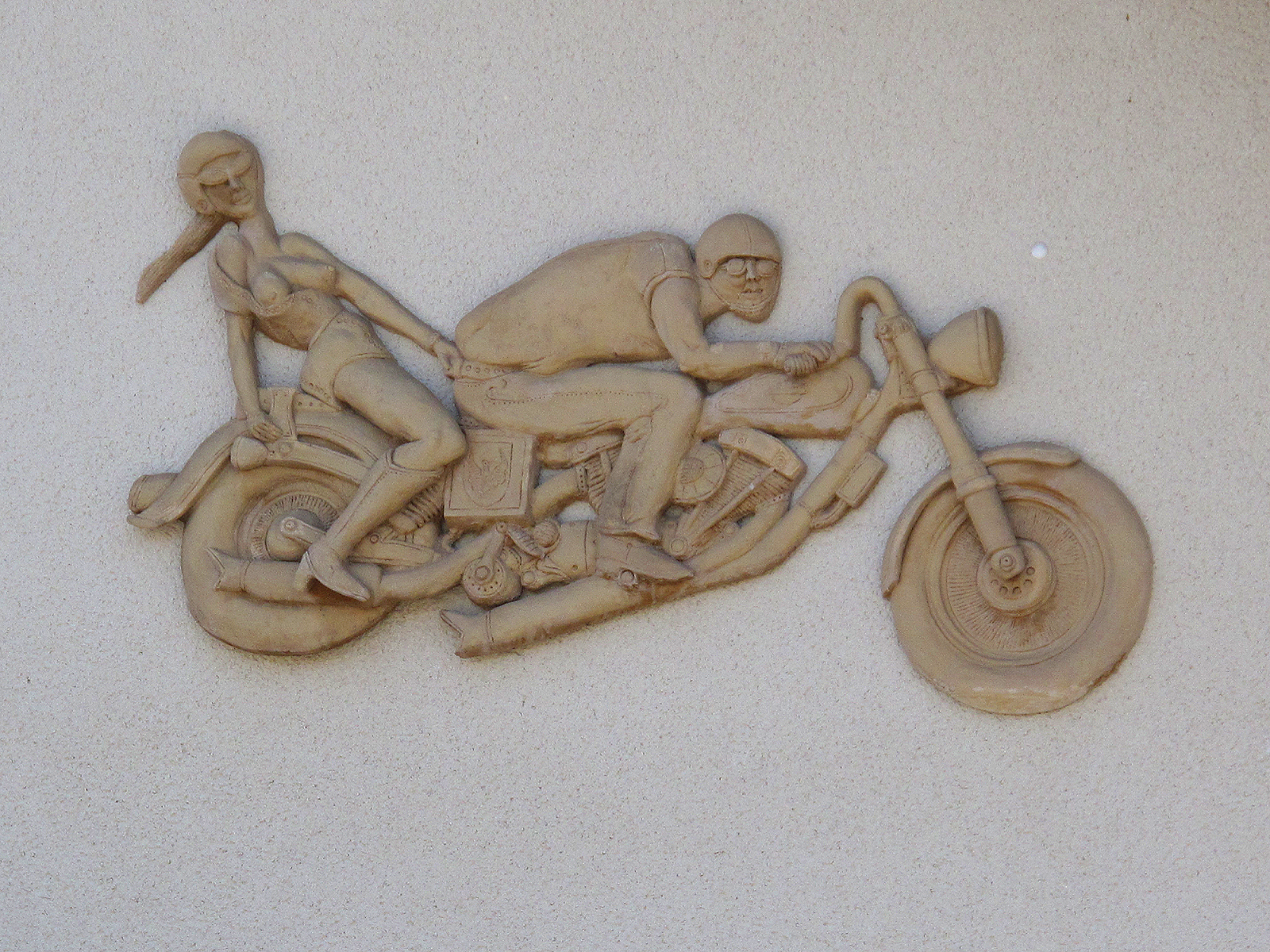
Motorradfahrer (Peter Lenk, Wandrelief in Ehningen 1994)

Der Typus Verkehrsrowdy offenbart sich im Verkehrsleben durch extrem regelwidriges Verhalten, etwa durch eine rücksichtslose Fahrweise wie Rasen in Städten, Überholen an unübersichtlichen Stellen, Schneiden beim Überholen, Nahes Auffahren, Drängeln und Nötigen anderer Verkehrsteilnehmer oder Rechtsüberholen. Das nonkonforme Verhalten erklären Psychologen aus unterschiedlichen Charaktereigenschaften und Beweggründen wie etwa Unreife, Geltungsbedürfnis, Überheblichkeit, Vorteildenken, Rücksichtslosigkeit, Aggressivität, Emotionaler Labilität oder Trunkenheit. Es kann aber auch aus dem Bedürfnis nach einem Thrill-Erleben erwachsen, wie es sich mit den illegalen Auto- oder Motorradrennen, auch Streetracing genannt, in zahlreichen Großstädten etabliert hat.

## Konsequenzen
Verkehrsrowdys sind durch ihre gefährdende Fahrweise maßgeblich ursächlich an Verkehrsunfällen beteiligt. Die Frage ihrer strafrechtlichen Behandlung spielt daher im Verkehrsrecht eine bedeutende Rolle. Da es sich nicht nur um menschliche Unzulänglichkeiten, sondern um gravierende Verhaltensstörungen handelt, sind die rechtlichen Konsequenzen für Verkehrsrowdys erheblich: Sie müssen mit empfindlichen Geld- und Freiheitsstrafen rechnen, in extremen Fällen und bei wiederholtem Fehlverhalten auch damit, durch Führerscheinentzug zeitweilig oder endgültig die Fahrerlaubnis zu verlieren.
Straßenrennen bedürfen in Deutschland nach § 29 Abs. 2 StVO grundsätzlich einer behördlichen Erlaubnis. Die Teilnahme an einem unerlaubten Straßenrennen wird als Straftat nach § 315d StGB (Verbotenes Kraftfahrzeugrennen) eingestuft.